# Vasilij Nikolajevič Krilov
Vasilij Nikolajevič Krilov (rusko Василий Николаевич Крылов), ruski biolog, * 2. januar 1947, † 17. februar 2018.
Svoje življenje je posvetil raziskovanju in izboljševanju Apiterapije.
Je avtor znanstvenih monografij.